# Sinningen (Kirchberg)
Sinningen ist ein Ortsteil der Gemeinde Kirchberg an der Iller im Landkreis Biberach in Oberschwaben.

## Lage
Das Kirchdorf liegt am nördlichen Ende des Landkreises, in der Ebene des mittleren Illertales. Unmittelbar östlich verläuft die Iller. Der Gießen, ein Altarm der Iller, durchfließt den Ort.

## Geschichte
Vermutlich wurde das Dorf mit der Namensendung auf „–ingen“ von einem Siedler names „Suno“, nach der alemannischen Landnahme grundgelegt. Auf der gegenüberliegenden Illerseite befinden sich Reste des spätantiken Kohortenkastells Caelius Mons. Erstmals wurde der Ort 1127 als „Sunnigin“ erwähnt mit dem Ortsadel, der sich bis 1172 nachweisen lässt. 1182 nennt sich der Ort „Sunningin“. Über die Herren von Heimertingen und später das Haus Freyberg gelangte er 1376 an den Ulmer Bürgermeister Ludwig Krafft, später 1436 zur Hälfte an die Ulmer Patrizierfamilie Ehinger.
Das Patronatsrecht übte seit 1356 das Kloster Rot an der Rot aus. 1541 reformierten die Ulmer Ehinger das in ihrem Besitz befindliche Unterbalzheim und erbauten 1608 in Oberbalzheim eine Kirche. Im Jahr 1611 versuchte der Roter Abt Joachim Gieteler, den Sinninger Untertanen den Besuch in der Oberbalzheimer Kirche zu verbieten. 1616 verglich sich das Kloster mit den Ulmer Ehingern. Die Ehinger verpflichteten sich, ihre Güter in Sinningen nur noch an Bauern katholischer Konfession zu verleihen.
Als Gemeinde wurde der Ort 1578 erstmals erwähnt. 1806 wurde er zusammen mit Kirchberg ins Königreich Württemberg eingegliedert. 1835 erhielt Sinningen seine gemeindliche Selbständigkeit wieder, nachdem es bis 1820 Teil von Oberbalzheim war.
Zur Gemeinde gehörten die Teilorte Sägmühle und Werte. Am 1. Januar 1972 wurde die Gemeinde im Zuge der Gemeindegebietsreform nach Kirchberg an der Iller eingemeindet.

## Wirtschaft und Infrastruktur

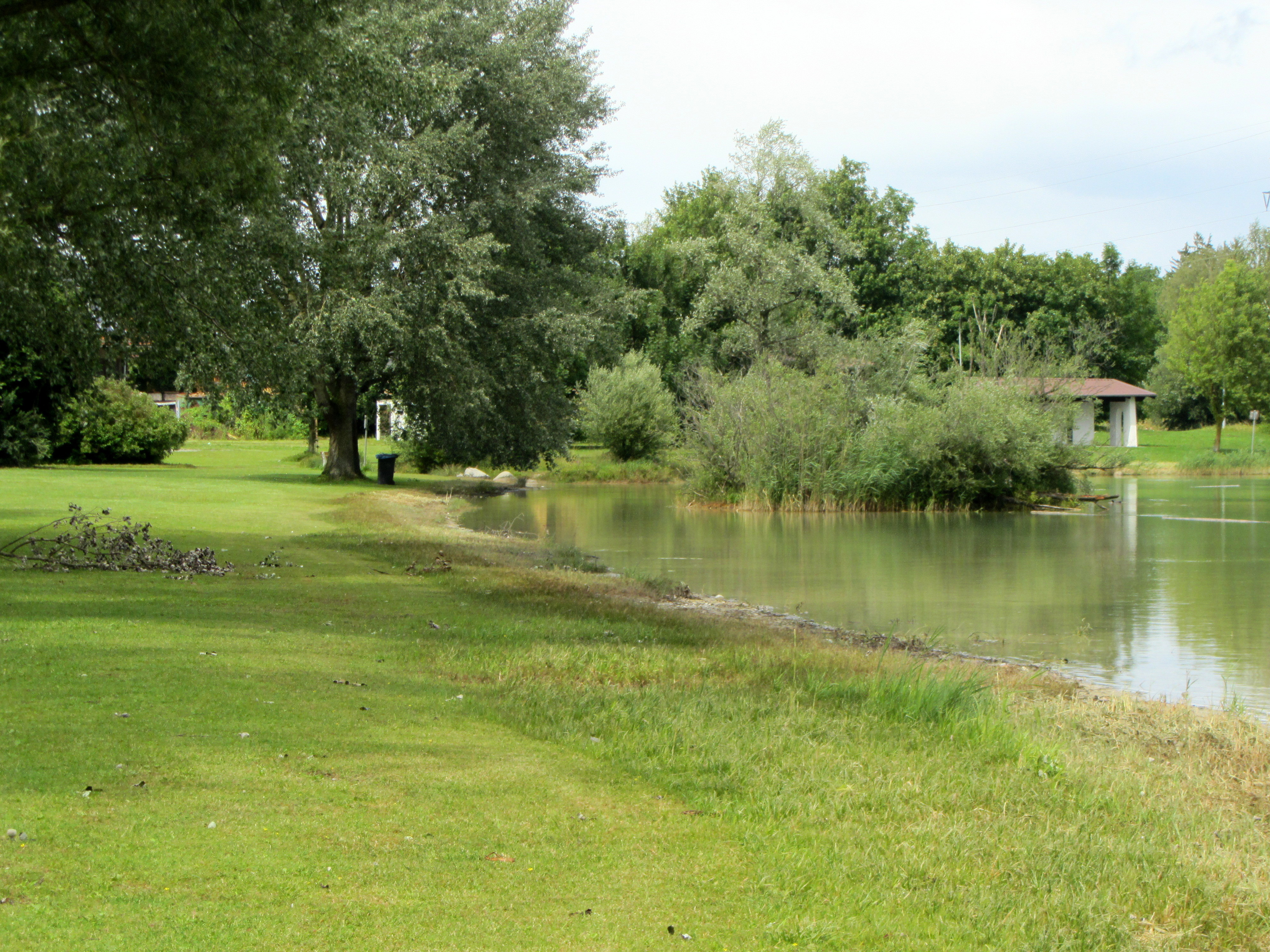
Sinninger Badesee (2012)

Von der wirtschaftlichen Struktur her ist Sinningen landwirtschaftlich geprägt. Ein Kleinsägewerk, ein Holzrückebetrieb und ein überregional bekannter Campingplatz sind darüber hinaus als größere Wirtschaftsbetriebe zu nennen. In unregelmäßigen Abständen findet während der Fasnet ein überregional bekannter Umzug statt. Der kleine Ort hat eine eigene Guggenmusik.

### Einrichtungen und Bauwerke
- Kapelle St. Michael, vom Roter Abt Balthasar Held 1598/1611 erneuert
- Burg Sinningen, eine 1127 erwähnte, heute abgegangene Burg
- Sinninger Badesee mit Campingplatz; er entstand in den 1970er / 80er Jahren durch den großflächigen Abbau von Illerkies für den Bau der Bundesautobahn 7, Abschnitt Ulm Oy - Mittelberg.

### Verkehr
Etwa 1,3 km östlich des Ortskernes verläuft die Autobahn A 7 mit der Auffahrt AS 125 bei Altenstadt. Die Landesstraße L 260 von Memmingen nach Ulm berührt den Ort im Westen.

## Politik

### Ortsvorsteher
Ortsvorsteher von Sinningen:
- 1972–1986: Karl Schnurr, CDU
- 1986–1994: Alfons Ziegler, CDU
- 1994–2004: Christian Höß, SPD
- 2004–2009: Xaver Bühler, CDU
- 2009–2024: Friedrich Wohlhüter
- seit 2024: Nicole Dittberner

### Wappen
Im Jahre 1948 erhielt der Ort ein Gemeindewappen. Es zeigt einen durch Wellenschnitt geteilten Schild, der auf die Iller verweist. Die Kugel kommt aus dem Wappen des Adelshaus Freyberg und der Flößerhaken verweist auf die Ulmer Patrizierfamilie Ehinger.